# Goodbye (album av Cream)
Goodbye (också känt som Goodbye Cream) är det sista studioalbumet av rockbandet Cream, utgivet 1969.
LP:ns första sida (spår 1-3) är inspelade live på The Forum i Los Angeles den 19 oktober 1968. LP:ns andra sida (spår 4-6) är inspelade i studio. Spår 7 är ett bonusspår på cd-utgåvan som tidigare varit utgivet på singel.

## Låtlista
Sida ett
1. "I'm So Glad" (Skip James) - 9:13 (live)
2. "Politician" (Pete Brown/Jack Bruce) - 6:20 (live)

Sida två
1. "Sitting on Top of the World" (Chester Arthur Burnett) - 5:04 (live)
2. "Badge" (Eric Clapton/George Harrison) - 2:47
3. "Doing That Scrapyard Thing" (Brown/Bruce) - 3:18
4. "What a Bringdown" (Ginger Baker) - 3:57

Bonuslåt på CD utgåvor
1. "Anyone for Tennis" (Clapton/Martin Sharp) - 2:35

## Medverkande
- Jack Bruce - sång, basgitarr, piano (5 & 6)
- Eric Clapton - gitarr, bakgrundssång, ledande sång (4)
- Ginger Baker - trummor, percussion, ledande sång (6)

### Övriga medverkande
- Felix Pappalardi - piano, Mellotron, basgitarr (6)
- George Harrison (under pseudonymen "L'Angelo Misterioso") - kompgitarr och bakgrundssång (4)

## Listplaceringar
| Plac. | Land           |
| ----- | -------------- |
| 1     | Storbritannien |
| 2     | USA            |
| 7     | Norge          |